# Хоменко Олександр Олександрович
Олекса́ндр Олекса́ндрович Хоме́нко (* 25 березня 1867 — † 12 листопада 1939) — віце-адмірал, учасник Першої світової війни, командир Транспортної флотилії Чорноморського флоту з штабом у Одесі.

## Життєпис
1887 року закінчив Морський корпус; служив на Далекому Сході старшим офіцером крейсерів «Новік» і «Азія».
1900 року очолював військово-морський відділ Російської імперії на Всесвітній виставці в Парижі. 1901 року нагороджений орденом Почесного легіону.
Брав участь у російсько-японській війні 1904—1905 років, командував міноносцем «Швидкий», займався встановленням корабельних гармат на створюваних укріпленнях сухопутного фронту, завідував сектором морських батарей. По тому командував крейсером «Абрек», навчальним судном «Ринда».
З 1911 року комендант Кронштадтського порту, 1912 — контр-адмірал.
У роки Першої світової війни з 1915 — командир транспортної флотилії Чорноморського флоту.
1916 року номінований начальником вантажних перевезень Чорним і Азовським морями, в Одесі продовжив управляти Транспортною флотилією, у помічники йому з Петрограда прибув капітан першого рангу Володимир Шрамченко — у столиці виконував обов'язки офіцера при морському міністрі.
8 серпня 1917 року загальноматроський мітинг в Одесі змусив його подати у відставку з посади командира Транспортної флотилії і припинити планування операції на Босфорі.
В 1918 році — голова демобілізаційної комісії Морського міністерства Української Держави.
В січні 1919 перейшов до білогвардійців, білоемігрант. Протягом 1919—1920 років керував Управлінням російського торговельного флоту в Парижі. У 1936—1938 роках очолював Товариство російських морських офіцерів в Ніцці.
Помер у Швейцарії.

## Джерело
- Українське життя в Севастополі [Архівовано 12 квітня 2013 у Wayback Machine.]
- Чорноморський флот [Архівовано 14 квітня 2019 у Wayback Machine.]
- Віртуальна Русь
- http://www.dommuseum.ru/index.php?m=dist&pid=15674&PHPSESSID=da6e293f80df7744931d451004f6ae4b [Архівовано 14 липня 2014 у Wayback Machine.]